# بنجامين جي. فيريس
بنجامين جي. فيريس (بالإنجليزية: Benjamin G. Ferris)‏ هو محامي وسياسي أمريكي، ولد في 1802، وتوفي في 21 فبراير 1891. انتخب عضو جمعية ولاية نيويورك.